# Бернд Ферстер
Бернд Ферстер (нім. Bernd Förster, нар. 13 травня 1956, Мосбах, ФРН) — німецький футболіст, що грав на позиції захисника.
Дворазовий володар Кубка чемпіонів УЄФА. Чемпіон Німеччини. У складі збірної — чемпіон Європи. 

## Клубна кар'єра
У дорослому футболі дебютував 1974 року виступами за команду клубу «Вальдгоф», в якій провів один сезон, взявши участь у 16 матчах чемпіонату. 
Згодом з 1974 по 1978 рік грав у складі команд клубів «Баварія» та «Саарбрюкен». Протягом цих років двічі виборював титул володаря Кубка чемпіонів УЄФА у складі мюнхенського клубу.
1978 року перейшов до клубу «Штутгарт», за який відіграв 8 сезонів. За цей час додав до переліку своїх трофеїв титул чемпіона Німеччини.

## Виступи за збірну
1979 року дебютував в офіційних матчах у складі національної збірної Німеччини. Протягом кар'єри у національній команді провів у формі головної команди країни 33 матчі.
У складі збірної був учасником чемпіонату Європи 1980 року в Італії, здобувши того року титул континентального чемпіона, чемпіонату світу 1982 року в Іспанії, де разом з командою здобув «срібло», чемпіонату Європи 1984 року у Франції.

## Титули і досягнення
«Баварія»
- Володар Кубка чемпіонів УЄФА: 1974-75, 1975-76

«Штутгарт»
- Чемпіон Німеччини: 1983-1984

Збірна ФРН
- Чемпіон Європи: 1980
- Віце-чемпіон світу: 1982